# Gonatocerus fulgor
Gonatocerus fulgor är en stekelart som beskrevs av Girault 1913. Gonatocerus fulgor ingår i släktet Gonatocerus och familjen dvärgsteklar. Inga underarter finns listade i Catalogue of Life.